# 207P/NEAT
O Cometa 207P/NEAT é um cometa periódico descoberto em 2001 pelo projeto Near-Earth Asteroid Tracking (NEAT). Ele faz parte da família de cometas de Júpiter e possui um ciclo orbital de aproximadamente 6,5 anos para completar uma volta em torno do Sol. Há suspeitas de que ele possa ser um fragmento do Cometa 3D/Biela que se desintegrou em dois fragmentos principais no ano de 1845. Apesar disto, ambos possuem órbitas distintas e não apresentam uma relação direta entre si. Entretanto, não fora descoberto se eles estão realmente ligados ou não.